# 涼宮ハルヒの直列
『涼宮ハルヒの直列』（すずみやハルヒのちょくれつ）は、涼宮ハルヒシリーズを題材としたアドベンチャーゲーム。2009年5月28日にセガから発売された。

## 概要
涼宮ハルヒシリーズ通算5作品目となるゲーム作品であり、初のニンテンドーDS用ソフトである。当初は2009年3月26日にWii用ソフト「涼宮ハルヒの並列」と同時発売予定だったが、本作のみ延期になった。
ストーリーは学校の七不思議を題材にして章分けされており、音声はフルボイスではなく、基本的に各章のオープニングとクロージングのみとなっている。
恐怖感を出しているゲームではないが、ややミステリー感を出している場面もある。
上記のように元は同時発売の予定だった事、タイトル名に関連性がある事、共通のBGMがある事、トピックと言う共通の要素がある事など、「並列」とは密接な関係があり、冒頭のモノローグには「並列」のオリジナルキャラクターである「三栖丸ミコト」の名前が出て来る。
また、ほぼ同時期にWiiで発売された「涼宮ハルヒの激動」と「涼宮ハルヒの並列」と、今作を含めた3作によるキャンペーン（涼宮ハルヒの連動）も行われた。

## ストーリー
夏休みのある日、キョンの携帯にある噂話が飛び込んでくる。学校で怪奇現象が起きているというのだ。当然それをハルヒが聞き逃すはずはなく、SOS団団員は学校に泊まり込みで怪奇現象を調査するハメに……。
夏休みの学校を舞台に、次々と巻き起こる怪奇現象を相手にSOS団が奮闘する。

## システム
ハルヒメーター
出来事やキョンらの会話、行動選択によりハルヒの関心が怪奇現象に向かっているか、そうでないかを示すメーター。これにより下記の解決パートの時間制限が決まってくる。イベントでも左右されるが、下記の探索パートでハルヒにキョンを向かわせたり、ハルヒを一人にしないなど行動で調整できる。
友好度
下記の探索パートでキョンと誰が行動したかの選択や得意・不得意のキャラクター選択、同じく下記の解決パートでのハルヒに向かったキャラクター、アクシデントの発生や回避で友好度が増減する。
ただし、パラメータとして直接は確認できない。これは、あるイベントでキョンの相手をするキャラクターが変わったり、エンディングに影響する。

### 章分け
大きく下記の5章に分けられている。冒頭に音声付きのダイジェストが展開される。
EPISODE：1　人喰い教室
コンピ研の1人が存在しない「1年10組」を目撃する。ハルヒの調査により昔の文芸部の文集から、入ったら出られない「人喰い教室」と関連付ける。
EPISODE：2　未完のソナタ
コンピ研の1人が誰もいない音楽室からピアノの演奏が流れているのを頻繁に聴いていた。調査中に鶴屋さんから新しい噂話を聞いてしまい、目を輝かせるハルヒに、キョンはこれからの苦労に落胆する。
EPISODE：3　真夏の卒業式
怪奇現象が起きない事にハルヒの不満が増えるどころか、逆にやる気を上げる。そんなハルヒの関心を他に向けるためキョンはバーベキューを提案する。
EPISODE：4　ビッグ・マム・フラワー
コンピ研の1人が目撃していたプールの調査をする。ハルヒが言うには原因は宇宙人という事らしい。プールに事が起きる前にやはりハルヒの関心を他へ向ける策を練ることに。
EPISODE：5　誰も寝てはならない
怪奇現象の最後の1つを調査するが、ハルヒは何としても確認すると言い現場を張り込むという。ハルヒを現場から遠ざけると同時に怪奇現象を避ける策を何とか考え出す。

### 会話イベント
話を聞いたハルヒにより怪奇事件がどういった事が原因なのかが決まるなどして、章によってはキョンが情報を収集するためタッチペンを使ったキャラクターに会話をしていく場面が挿入される。

### 探索パート
プレイヤーは、キョンや他の仲間たちを操作しながら物語の鍵となる「トピック」を集めながら、ハルヒが気づく前に怪奇現象を消去しなくてはならない。
その為に役割分担を決める場面があり、例えば、ハルヒの相手をする、現場を調査する、道具を用意するなどキョンらの分担を決めていく。
割り振りパターンが多く、例えばキョン単独で行動する、キョンと朝比奈さんの2人で、キョンと長門の2人で、または小泉を加えた3人で行動する、など行く場所や役割を行うキャラクターによりイベントが変わって行き、さらに会話の選択もある場合がある。このため会話や行動から得られるトピックはそれぞれ異なり、トピック総数は510種とかなりの数が存在する。
得られたトピックが下記の解決パートでの制限時間の延長アイテムの役割になる。トピックの種類によって制限時間の長さは異なる。

### 解決パート
怪奇現象の原因である特異点を消去するためのパートで、マインスイーパに似たゲームである。ハルヒが怪奇現象の現場に到着するという時間内に決められたノルマ数をクリアしていく。
基本的にはキョン、朝比奈さん、長門、古泉の内1人をハルヒのもとへ向かわせ、特異点を消去していく間に、向かわせたキャラクターがハルヒ相手に得られたトピックを使って話しかけ、時間稼ぎをする。
ただしトピックを使えるポイントは決まっているため、いつでも無制限には使用出来ない。制限時間が迫ってくると、トピックを使用するかどうかの選択時間も短くなる。
ハルヒに向かわなかった長門、朝比奈さん、古泉が必殺技として使用できる。それぞれに能力が異なっており、使用できる回数が決まっている。また、使用後にインターバルが有るため、連続使用も出来ない。
それぞれにレベルが存在しており、使用することでレベルが上がり、能力もあがる。
長門
広範囲にわたって、調査し特異点を発見してくれる。レベルが上がるとインターバル時間の短縮や調査範囲が広がるが、使用回数は最大2回まで。
朝比奈さん
隠れている特異点の1つを確実に見つけて消去してくれる。レベルが上がるとインターバル時間の短縮や使用回数が最大4回まで上がる。
古泉
画面に表示されている特異点をレベルに応じた数を破壊してくれる。レベルが上がるとインターバル時間の短縮や破壊できる数が増える。使用回数は最大2回まで。

### EXTRAモード
EPISODE：1クリア後に選択可能になるプレイデータやBGM、ミニゲーム、追加エピソードなどが確認できるモード。
ハルヒ、長門、朝比奈さん、古泉、鶴屋さんは、それぞれのエンディングを見ると登場しエンディングの後日談が見られる。
詰めチェス
EPISODE：4クリア後に選択可能になるミニゲーム。駒の動かし方やルール説明もされ、キョン以外のSOS団と鶴屋さんが相手となる。それぞれのキャラクターがチェスの駒のモチーフを模した服装をしているなど、ここでしか見られないCGもある。途中まではヒントがあるもの、それ以降はチェスを理解していないと、かなり苦戦する難易度になっている。
なお問題の作成・監修は、日本チェス協会の渡井美代子が担当している。

## 登場人物
キョン
声：杉田智和
うっかりハルヒの前で電話の内容を口にしてしまった事により、怪奇現象調査を提案したハルヒに振り回される事になる。怪奇現象を探っていく中で発生する異常事態を、ハルヒに見つからない内に解決していく。
涼宮ハルヒ（すずみや ハルヒ）
声：平野綾
北高の新・七不思議を発見するため夏季合宿を行う。コンピ研の目撃談と北高の昔の資料から怪奇現象の原因を突き止め確認しようとするが、まわりのメンバーがいつも通りに苦労する事に。
長門有希（ながと ゆき）
声：茅原実里
いち早く怪奇現象の原因に気付き、事件ごとに状況把握など細かく説明してくれる。また、特異点を削除するためキョンに対抗する道具を渡してくれる。
朝比奈みくる（あさひな みくる）
声：後藤邑子
怖い話は苦手のようで、ハルヒの突飛で妄想的な怪談話でも震えてしまっている。しかし、異常現象解決の為にアイディアを懸命に振り絞る。
古泉一樹（こいずみ いつき）
声：小野大輔
怪奇現象に出くわせないハルヒのフラストレーションを沈めるため、また、本当に起こってしまう怪奇現象からハルヒを遠ざけるため、さまざまなアイディアを出す。
鶴屋さん（つるやさん）
声：松岡由貴
学校に用事があるようで、SOS団の部室にも顔を出す。コンピ研が目撃した以外の怪奇現象の話を教えてくれる。
谷口（たにぐち）
声：白石稔
コンピ研の怪奇現象の目撃談の噂をキョンに伝えたため、ハルヒに怪奇現象調査を提案させてしまった張本人。
国木田（くにきだ）
声：松元恵
谷口と同様にヒマを持て余していた所を、ハルヒから怪奇現象調査の考えを遠ざけるために呼び出される。
キョンの妹
声：あおきさやか
ハルヒに呼び出されたキョンに勝手についてきた。学校ではハルヒに付いて回る。
謎の少女
声：小清水亜美
本作オリジナルキャラクター。怪奇現象の調査を開始した直後にキョンが目撃する、白い帽子に白い服の長髪の少女。
コンピュータ研究会部長
声：なし
作中は「コンピ研部長」と表記されている。怪奇現象を目撃した部員達のせいで、コンピ研の部室へのハルヒの襲来を何度も受ける羽目に。
コンピュータ研究会部員A
声：なし
部員の中で一番背の高いおかっぱ頭のメガネをかけた部員。存在しない1年10組を目撃した。
コンピュータ研究会部員B
声：なし
メガネをかけた部員。作曲担当。誰もいない音楽室でピアノの曲を耳にしてからはややノイローゼ気味に。
コンピュータ研究会部員C
声：なし
背の低いメガネをかけていない部員。夜にプールが光っているのを目撃した。
コンピュータ研究会部員D
声：なし
やや小太りの部員。鏡から分身が飛び出す怪奇現象の話をする。
岡部先生（おかべせんせい）
声：なし
作中は「岡部教諭」と表記されている。夜間の見回りをしている。
青果店店主
声：なし
財布を忘れたみくるに可愛いからという理由で後払いを許可したり、シュール・ストレミングを試しに入荷するなど少し変わった店主。

## 楽曲
下記2曲は本作オリジナルの新曲。
オープニングテーマ
『だって地球が回るから』
- 作詞：畑亜貴、作曲：村井大、編曲：安藤高弘
- 歌：平野綾、茅原実里、後藤邑子

エンディングテーマ
『Wonder trip』
- 作詞：畑亜貴、作曲：村井大、編曲：安藤高弘
- 歌：平野綾、茅原実里、後藤邑子

挿入歌
『仰げば尊し』
EPISODE：3で使用される。

## 限定版
限定版「超SOS団団員コレクション」には以下の特典が同梱される。
- いとうのいぢ描き下ろし特製パッケージ
- 「涼宮ハルヒの憂鬱」チョロQ マツダ・RX-7
- SOS団DS Lite用ポーチ
- SOS団DSソフト用スリーブ＆ケース
- SOS団DS Lite用ガードカバー
- キャラクターステッカー

なお、みくると長門のチョロQが2009年3月に各1,480円で一般販売されている。
- 朝比奈みくるのチョロQ　インプレッサ
- 長門有希のチョロQ　S2000

## ボーカルミニアルバム
上記ゲームのボーカルミニアルバム。2009年3月25日にLantisから発売された。上記ゲームのオープニングテーマ、エンディングテーマと、涼宮ハルヒの並列のエンディングテーマ2曲を収録している。歌は2作品のメインキャラの声優を務める平野綾、茅原実里、後藤邑子が担当している。

### 収録曲
1. だって地球が回るから [3:45]
作詞：畑亜貴、作曲・編曲：村井大
『涼宮ハルヒの直列』オープニングテーマ
2. Wonder trip [3:40]
作詞：畑亜貴、作曲：松井望、編曲：安藤高弘
『涼宮ハルヒの直列』エンディングテーマ
3. ソノママ JET JUMPER [3:51]
作詞：畑亜貴、作曲：村井大、編曲：安藤高弘
『涼宮ハルヒの並列』エンディングテーマその1
4. アイム・フリーダム [5:01]
作詞：畑亜貴、作曲・編曲：虹音
『涼宮ハルヒの並列』エンディングテーマその2
5. だって地球が回るから （off vocal）
6. Wonder trip （off vocal)
7. ソノママ JET JUMPER （off vocal）
8. アイム・フリーダム （off vocal）